# اکاترینا باسی
اکاترینا باسی (انگلیسی: Ekaterina Bassi؛ زاده ۱۶ فوریه ۱۹۷۷) یک تکواندوکار یونانی است.
در مسابقات قهرمانی تکواندو جهان در سال ۱۹۹۳، که در نیویورک، ایالات متحده آمریکا برگزار شد؛ او پس از آنکه در فینال مقابل پارک یون-سان شکست خورد، مدال نقره را در میان‌وزن کسب کرد.
در مسابقات قهرمانی تکواندو اروپا، باسی یک بار در سال ۱۹۹۸ مدال نقره، و یک بار در سال ۱۹۹۴ مدال برنز را از آن خود کرده‌است.